# Европско првенство у фудбалу 1996.
Европско првенство у фудбалу 1996. је било 10. по реду европско фудбалско првенство за мушкарце, које је одржано од 8. до 30. јуна 1996. у Енглеској.
Први пут је првенство одржано на Британским острвима и у земљи енглеског говорног подручја. Енглеска је претходно организовала Светско првенство 1966.
Ово је било прво Европско првенство на коме је учествовало 16 екипа, за разлику од претходних четири, када је учествовало 8.
Титулу европских првака је понела Немачка, која је у финалу савладала Чешку 2:1. Најбољим играчем првенства проглашен је Немац Матијас Замер, док је најбољи стрелац био Енглез Алан Ширер са 5 постигнутих голова.

## Избор домаћина
У то време када се конкурисало за то домаћинство, још увек није било потврђено да ће такмичење бити проширено на 16 учесника. Планирано је да буде организовано првенство са само 8 учесника, тако да је било потребно само 4 стадиона.
Пет земаља је конкурисало за домаћинство: Аустрија, Енглеска, Грчка, Холандија и Португал. 5. маја 1992, извршни комитет УЕФЕ је изабрао Енглеску за домаћина првенства на митингу у Лисабону. Те године након што су изабрани за домаћина, енглески фудбалски савез је одустао од конкурисања за домаћинство за Светско првенство 1998. како би добили подршку од осталих чланова УЕФЕ који су планирали да конкуришу за то домаћинство.

## Квалификације
Дана 30. новембра 1992, УЕФА је званично потврдила да ће на првенству учествовати 16 тимова. Жреб за квалификације одржан је 22. јануара 1994. у Манчестеру. На жребу су се нашла имена 47 репрезентација која су се борила за 15 места која су водила на првенство. Репрезентација домаћина, Енглеска, имала је директан пласман на првенство. Репрезентације које су играле квалификације разврстане су у осам квалификационих група.
Квалификације су почеле у априлу 1994, а завршене су у децембру 1995. Након завршетка такмичења по групама новембра 1995, осам победника група и шест најбољих другопласираних изборило је пласман на првенство Европе. Најгоре две другопласиране репрезентације играле су бараж за преостало место.

### Квалификоване репрезентације
7 од 8 земаља које су се квалификовале за првенство 1992. године, квалификовале су се и за првенство 1996. године.
Бугарска, Хрватска, Турска и Швајцарска су наступиле по први пут на Европском првенству. Италија и Шпанија су се квалификовале након што су прескочиле првенство 1992. године, док се Чешка квалификовала по први пут после 1980. године, а Румунија и Португал после 1984. године.
| Репрезентација | Квалификована као      | Датум пласмана на ЕП | Претходни наступи1, 2                        |
| -------------- | ---------------------- | -------------------- | -------------------------------------------- |
| Енглеска       | домаћин                | 5. мај 1992.         | 4 (1968, 1980, 1988, 1992)                   |
| Швајцарска     | победник групе 3       | 11. октобар 1995.    | 0 (дебитант)                                 |
| Румунија       | победник групе 1       | 15. новембар 1995.   | 1 (1984)                                     |
| Француска      | другопласирани групе 1 | 15. новембар 1995.   | 3 (1960, 1984, 1992)                         |
| Шпанија        | победник групе 2       | 15. новембар 1995.   | 4 (1964, 1980, 1984, 1988)                   |
| Данска         | другопласирани групе 2 | 15. новембар 1995.   | 4 (1964, 1984, 1988, 1992)                   |
| Турска         | другопласирани групе 3 | 15. новембар 1995.   | 0 (дебитант)                                 |
| Хрватска       | победник групе 4       | 15. новембар 1995.   | 0 (дебитант)                                 |
| Италија        | другопласирани групе 4 | 15. новембар 1995.   | 3 (1968, 1980, 1988)                         |
| Чешка          | победник групе 5       | 15. новембар 1995.   | 3 (19603, 19763, 19803)                      |
| Португал       | победник групе 6       | 15. новембар 1995.   | 1 (1984)                                     |
| Немачка        | победник групе 7       | 15. новембар 1995.   | 6 (19724, 19764, 19804, 19844, 19884, 1992)  |
| Бугарска       | другопласирани групе 7 | 15. новембар 1995.   | 0 (дебитант)                                 |
| Русија         | победник групе 8       | 15. новембар 1995.   | 6 (19605, 19645, 19685, 19725, 19885, 19926) |
| Шкотска        | другопласирани групе 8 | 15. новембар 1995.   | 1 (1992)                                     |
| Холандија      | победник баража        | 13. децембар 1995.   | 4 (1976, 1980, 1988, 1992)                   |

 Напомене:
1 Подебљана година означава првака у тој години
2 Коса година означава домаћина у тој години
3 као Чехословачка
4 као Западна Немачка
5 као Совјетски Савез
6 као Заједница независних држава

## Стадиони
Европско првенство 1996. се играло на осам стадиона у осам градова земље домаћина.
| ЛондонМанчестерЛиверпулБирмингемЛидсШефилдНотингемЊукасл | ЛондонМанчестерЛиверпулБирмингемЛидсШефилдНотингемЊукасл | Лондон            | Манчестер         |
| -------------------------------------------------------- | -------------------------------------------------------- | ----------------- | ----------------- |
| ЛондонМанчестерЛиверпулБирмингемЛидсШефилдНотингемЊукасл | ЛондонМанчестерЛиверпулБирмингемЛидсШефилдНотингемЊукасл | Вембли            | Олд Трафорд       |
| ЛондонМанчестерЛиверпулБирмингемЛидсШефилдНотингемЊукасл | ЛондонМанчестерЛиверпулБирмингемЛидсШефилдНотингемЊукасл | Капацитет: 76.567 | Капацитет: 55.000 |
| ЛондонМанчестерЛиверпулБирмингемЛидсШефилдНотингемЊукасл | ЛондонМанчестерЛиверпулБирмингемЛидсШефилдНотингемЊукасл |                   |                   |
| ЛондонМанчестерЛиверпулБирмингемЛидсШефилдНотингемЊукасл | ЛондонМанчестерЛиверпулБирмингемЛидсШефилдНотингемЊукасл | Ливерпул          | Бирмингем         |
| ЛондонМанчестерЛиверпулБирмингемЛидсШефилдНотингемЊукасл | ЛондонМанчестерЛиверпулБирмингемЛидсШефилдНотингемЊукасл | Енфилд            | Вила парк         |
| ЛондонМанчестерЛиверпулБирмингемЛидсШефилдНотингемЊукасл | ЛондонМанчестерЛиверпулБирмингемЛидсШефилдНотингемЊукасл | Капацитет: 42.730 | Капацитет: 40.310 |
| ЛондонМанчестерЛиверпулБирмингемЛидсШефилдНотингемЊукасл | ЛондонМанчестерЛиверпулБирмингемЛидсШефилдНотингемЊукасл |                   |                   |
| Лидс                                                     | Шефилд                                                   | Нотингем          | Њукасл            |
| Еланд Роуд                                               | Стадион Хилсборо                                         | Сити Граунд       | Сент Џејмс парк   |
| Капацитет: 40.204                                        | Капацитет: 39.859                                        | Капацитет: 30.539 | Капацитет: 36.649 |
|                                                          |                                                          |                   |                   |

## Жреб
Жреб за завршни турнир је одржан 17. децембра 1995. у Бирмингему Само 4 репрезентације су смештене у шеширу: Енглеска, Данска, Шпанија и Немачка. Остале су могле бити жребоване у било којој групи.
| Шешир 1                                                 | Шешир 2 |
| ------------------------------------------------------- | --- |
| - Енглеска (смештена у А1) - Данска - Немачка - Шпанија | - Бугарска - Италија - Португал - Румунија - Русија - Турска - Француска - Холандија - Хрватска - Чешка - Швајцарска - Шкотска |

Свака репрезентација је била жребована у групи која је првобитно била означена бројевима 1 до 4. Тимови из шешира 1 су смештени на позицију 1, док су остале биле жребоване прве 4 на позицији 4, затим друге 4 на позицији 3 и на крају на позицији 2. Како је одређено да група у којој се падне Енглеска буде група А (група је била означена као број 3), остале групе су биле жребоване како би се одредило која ће група бити Б, Ц и Д.

## Такмичење по групама
| Група А Група Б | Група Ц Група Д |

Сатница одигравања утакмица је по средњоевропском времену (CET).

### Група А
|    | Табела групе А | И | Д | Н | И | ДГ | ПГ | ГР | Бод. |
| -- | -------------- | - | - | - | - | -- | -- | -- | ---- |
| 1. | Енглеска       | 3 | 2 | 1 | 0 | 7  | 2  | +5 | 7    |
| 2. | Холандија      | 3 | 1 | 1 | 1 | 3  | 4  | -1 | 4    |
| 3. | Шкотска        | 3 | 1 | 1 | 1 | 1  | 2  | -1 | 4    |
| 4. | Швајцарска     | 3 | 0 | 1 | 2 | 1  | 4  | -3 | 1    |

| Енглеска  | 1:1    | Швајцарска            |
| --------- | ------ | --------------------- |
| Ширер 23’ | Детаљи | Туркјилмаз 83’ (пен.) |

| Холандија | 0:0    | Шкотска |
| --------- | ------ | ------- |
|           | Детаљи |         |

| Швајцарска | 0:2    | Холандија                |
| ---------- | ------ | ------------------------ |
|            | Детаљи | Кројф 66’ · Бергкамп 79’ |

| Шкотска | 0:2    | Енглеска                |
| ------- | ------ | ----------------------- |
|         | Детаљи | Ширер 53’ · Гаскојн 79’ |

| Шкотска     | 1:0    | Швајцарска |
| ----------- | ------ | ---------- |
| Мекојст 36’ | Детаљи |            |

| Холандија    | 1:4    | Енглеска                                  |
| ------------ | ------ | ----------------------------------------- |
| Клајверт 78’ | Детаљи | Ширер 23’ (пен.), 57’ · Шерингам 51’, 62’ |

### Група Б
|    | Табела групе Б | И | Д | Н | И | ДГ | ПГ | ГР | Бод. |
| -- | -------------- | - | - | - | - | -- | -- | -- | ---- |
| 1. | Француска      | 3 | 2 | 1 | 0 | 5  | 2  | +3 | 7    |
| 2. | Шпанија        | 3 | 1 | 2 | 0 | 4  | 3  | +1 | 5    |
| 3. | Бугарска       | 3 | 1 | 1 | 1 | 3  | 4  | -1 | 4    |
| 4. | Румунија       | 3 | 0 | 0 | 3 | 1  | 4  | -3 | 0    |

| Шпанија     | 1:1    | Бугарска            |
| ----------- | ------ | ------------------- |
| Алфонсо 74’ | Детаљи | Стоичков 65’ (пен.) |

| Румунија | 0:1    | Француска  |
| -------- | ------ | ---------- |
|          | Детаљи | Дугари 25’ |

| Бугарска    | 1:0    | Румунија |
| ----------- | ------ | -------- |
| Стоичков 3’ | Детаљи |          |

| Француска   | 1:1    | Шпанија      |
| ----------- | ------ | ------------ |
| Џоркаеф 48’ | Детаљи | Каминеро 85’ |

| Француска                             | 3:1    | Бугарска     |
| ------------------------------------- | ------ | ------------ |
| Блан 21’ · Пенев 63’ (аг.) · Локо 90’ | Детаљи | Стоичков 69’ |

| Румунија     | 1:2    | Шпанија                 |
| ------------ | ------ | ----------------------- |
| Радучоју 29’ | Детаљи | Манхарин 11’ · Амор 84’ |

### Група Ц
|    | Табела групе Ц | И | Д | Н | И | ДГ | ПГ | ГР | Бод. |
| -- | -------------- | - | - | - | - | -- | -- | -- | ---- |
| 1. | Немачка        | 3 | 2 | 1 | 0 | 5  | 0  | +5 | 7    |
| 2. | Чешка          | 3 | 1 | 1 | 1 | 5  | 6  | -1 | 4    |
| 3. | Италија        | 3 | 1 | 1 | 1 | 3  | 3  | 0  | 4    |
| 4. | Русија         | 3 | 0 | 1 | 2 | 4  | 8  | -4 | 1    |

| Немачка              | 2:0    | Чешка |
| -------------------- | ------ | ----- |
| Циге 26’ · Мелер 32’ | Детаљи |       |

| Италија          | 2:1    | Русија       |
| ---------------- | ------ | ------------ |
| Казираги 5’, 52’ | Детаљи | Цимбалар 21’ |

| Чешка                 | 2:1    | Италија   |
| --------------------- | ------ | --------- |
| Недвед 5’ · Бејбл 35’ | Детаљи | Кјеза 18’ |

| Русија | 0:3    | Немачка                       |
| ------ | ------ | ----------------------------- |
|        | Детаљи | Замер 56’ · Клинсман 77’, 90’ |

| Русија                                        | 3:3    | Чешка                                |
| --------------------------------------------- | ------ | ------------------------------------ |
| Мостовој 49’ · Тетрадзе 54’ · Бестчастних 85’ | Детаљи | Сухопарек 5’ · Кука 19’ · Шмицер 88’ |

| Италија | 0:0    | Немачка |
| ------- | ------ | ------- |
|         | Детаљи |         |

### Група Д
|    | Табела групе Д | И | Д | Н | И | ДГ | ПГ | ГР | Бод. |
| -- | -------------- | - | - | - | - | -- | -- | -- | ---- |
| 1. | Португал       | 3 | 2 | 1 | 0 | 5  | 1  | +4 | 7    |
| 2. | Хрватска       | 3 | 2 | 0 | 1 | 4  | 3  | +1 | 6    |
| 3. | Данска         | 3 | 1 | 1 | 1 | 4  | 4  | 0  | 4    |
| 4. | Турска         | 3 | 0 | 0 | 3 | 0  | 5  | -5 | 0    |

| Данска      | 1:1    | Португал     |
| ----------- | ------ | ------------ |
| Лаудруп 22’ | Детаљи | Са Пинто 53’ |

| Турска | 0:1    | Хрватска    |
| ------ | ------ | ----------- |
|        | Детаљи | Влаовић 86’ |

| Португал  | 1:0    | Турска |
| --------- | ------ | ------ |
| Коуто 66’ | Детаљи |        |

| Хрватска                          | 3:0    | Данска |
| --------------------------------- | ------ | ------ |
| Шукер 54’ (пен.), 90’ · Бобан 81’ | Детаљи |        |

| Хрватска | 0:3    | Португал                                |
| -------- | ------ | --------------------------------------- |
|          | Детаљи | Фиго 4’ · Жоао Пинто 33’ · Домингош 82’ |

| Турска | 0:3    | Данска                        |
| ------ | ------ | ----------------------------- |
|        | Детаљи | Лаудруп 50’, 84’ · Нилсен 69’ |

## Елиминациона фаза
|  | Четвртфинале        | Четвртфинале     |                     |       | Полуфинале | Полуфинале |  |  | Финале | Финале |
|  |                     |                  |                     |       |            |            |  |  |        |        |
|  | 22. јун - Ливерпул  |                  |                     |       |            |            |  |  |        |        |
|  |                     |                  |                     |       |            |            |  |  |        |        |
|  | Француска           | 0 (5)            |                     |       |            |            |  |  |        |        |
|  | Француска           | 0 (5)            | 26. јун - Манчестер |       |            |            |  |  |        |        |
|  | Холандија           | 0 (4)            |                     |       |            |            |  |  |        |        |
|  | Холандија           | 0 (4)            | Француска           | 0 (5) |            |            |  |  |        |        |
|  | 23. јун - Бирмингем |                  | Француска           | 0 (5) |            |            |  |  |        |        |
|  |                     | Чешка            | 0 (6)               |       |            |            |  |  |        |        |
|  | Чешка               | Чешка            | 0 (6)               | 1     |            |            |  |  |        |        |
|  | Чешка               |                  | 30. јун - Лондон    | 1     |            |            |  |  |        |        |
|  | Португал            | 0                |                     |       |            |            |  |  |        |        |
|  | Португал            | 0                | Чешка               | 1     |            |            |  |  |        |        |
|  | 23. јун - Манчестер |                  | Чешка               | 1     |            |            |  |  |        |        |
|  |                     | Немачка          | 2                   |       |            |            |  |  |        |        |
|  | Немачка             | Немачка          | 2                   | 2     |            |            |  |  |        |        |
|  | Немачка             | 26. јун - Лондон |                     | 2     |            |            |  |  |        |        |
|  | Хрватска            | 1                |                     |       |            |            |  |  |        |        |
|  | Хрватска            | 1                | Немачка             | 1 (6) |            |            |  |  |        |        |
|  | 22. јун - Лондон    |                  | Немачка             | 1 (6) |            |            |  |  |        |        |
|  |                     | Енглеска         | 1 (5)               |       |            |            |  |  |        |        |
|  | Шпанија             | Енглеска         | 1 (5)               | 0 (2) |            |            |  |  |        |        |
|  | Шпанија             |                  |                     | 0 (2) |            |            |  |  |        |        |
|  | Енглеска            | 0 (4)            |                     |       |            |            |  |  |        |        |
|  | Енглеска            | 0 (4)            |                     |       |            |            |  |  |        |        |

### Четвртфинале
| Шпанија                      | 0:0 (про) | Енглеска                      |
| ---------------------------- | --------- | ----------------------------- |
|                              | Детаљи    |                               |
| Пенали                       |           |                               |
| Јеро · Амор · Белсуе · Надал | 2:4       | Ширер · Плат · Пирс · Гаскојн |

| Француска                                 | 0:0 (про) | Холандија                                   |
| ----------------------------------------- | --------- | ------------------------------------------- |
|                                           | Детаљи    |                                             |
| Пенали                                    |           |                                             |
| Зидан · Џоркаеф · Лизаразу · Герин · Блан | 5:4       | Де Кок · Де Бур · Клајверт · Седорф · Блинд |

| Немачка                         | 2:1    | Хрватска  |
| ------------------------------- | ------ | --------- |
| Клинсман 20’ (пен.) · Замер 59’ | Детаљи | Шукер 51’ |

| Чешка        | 1:0    | Португал |
| ------------ | ------ | -------- |
| Поборски 53’ | Детаљи |          |

### Полуфинале
| Француска                                          | 0:0 (про) | Чешка                                              |
| -------------------------------------------------- | --------- | -------------------------------------------------- |
|                                                    | Детаљи    |                                                    |
| Пенали                                             |           |                                                    |
| Зидан · Џоркаеф · Лизаразу · Герин · Блан · Педрос | 5:6       | Кубик · Недвед · Бергер · Поборски · Рада · Кадлец |

| Немачка                                        | 1:1 (про) | Енглеска                                            |
| ---------------------------------------------- | --------- | --------------------------------------------------- |
| Кунц 16’                                       | Детаљи    | Ширер 3’                                            |
| Пенали                                         |           |                                                     |
| Хаслер · Штрунц · Ројтер · Циге · Кунц · Мелер | 6:5       | Ширер · Плат · Пирс · Гаскојн · Шерингам · Саутгејт |

### Финале
| Чешка             | 1:2 (про) | Немачка         |
| ----------------- | --------- | --------------- |
| Бергер 59’ (пен.) | Детаљи    | Бирхоф 73’, 95' |

| Победник Европског првенства у фудбалу 1996. |
| Немачка Трећа титула                         |

## Коначни пласман учесника
| 1. место 2. место Од 3. до 4. места | Од 5. до 8. места Од 9. до 16. места |

| Поз                        | Тим        | Г | ИГ | П | Н | И | ГД | ГП | ГР | Бод. |
| -------------------------- | ---------- | - | -- | - | - | - | -- | -- | -- | ---- |
| Финале                     |            |   |    |   |   |   |    |    |    |      |
| 1                          | Немачка    | Ц | 6  | 4 | 2 | 0 | 10 | 3  | +7 | 14   |
| 2                          | Чешка      | Ц | 6  | 2 | 2 | 2 | 7  | 8  | -1 | 8    |
| Елиминисани у полуфиналу   |            |   |    |   |   |   |    |    |    |      |
| 3                          | Енглеска   | А | 5  | 2 | 3 | 0 | 8  | 3  | +5 | 9    |
| 4                          | Француска  | Б | 5  | 2 | 3 | 0 | 5  | 2  | +3 | 9    |
| Елиминисани у четвртфиналу |            |   |    |   |   |   |    |    |    |      |
| 5                          | Португал   | Д | 4  | 2 | 1 | 1 | 5  | 2  | +3 | 7    |
| 6                          | Шпанија    | Б | 4  | 1 | 3 | 0 | 4  | 3  | +1 | 6    |
| 7                          | Хрватска   | Д | 4  | 2 | 0 | 2 | 5  | 5  | 0  | 6    |
| 8                          | Холандија  | А | 4  | 1 | 2 | 1 | 3  | 4  | -1 | 5    |
| Елиминисани у групној фази |            |   |    |   |   |   |    |    |    |      |
| 9                          | Данска     | Д | 3  | 1 | 1 | 1 | 4  | 4  | 0  | 4    |
| 10                         | Италија    | Ц | 3  | 1 | 1 | 1 | 3  | 3  | 0  | 4    |
| 11                         | Бугарска   | Б | 3  | 1 | 1 | 1 | 3  | 4  | -1 | 4    |
| 12                         | Шкотска    | А | 3  | 1 | 1 | 1 | 1  | 2  | −1 | 4    |
| 13                         | Швајцарска | А | 3  | 0 | 1 | 2 | 1  | 4  | −3 | 1    |
| 14                         | Русија     | Ц | 3  | 0 | 1 | 2 | 4  | 8  | -4 | 1    |
| 15                         | Румунија   | Б | 3  | 0 | 0 | 3 | 1  | 4  | −3 | 0    |
| 16                         | Турска     | Д | 3  | 0 | 0 | 3 | 0  | 5  | −5 | 0    |